# 大中祥符
大中祥符（1008年正月—1016年），讹作祥符，是宋真宗的第三个年號，北宋使用这个年号共9年。宋真宗夢見神仙賜給他天书，所以改此年號。

## 年號涵義
祥符意即祥瑞的符籙，据《宋史·本纪第七》：“大中祥符元年春正月乙丑，有黄帛曳左承天门南鸱尾上，守门卒涂荣告，有司以闻。上召群臣拜迎于朝元殿启封，号称天书。丁卯，紫云见，如龙凤覆宫殿。戊辰，大赦，改元。”大意為：某天承天門南角出現一條上面有文字的黃帛，宋真宗聽聞後說他曾夢見神仙，神仙說會降下天書三篇，名曰《大中祥符》，就是這條黃帛了。黃帛從城門上取下，上面寫滿了為宋真宗歌功頌德的文字。真宗大喜，當場大赦並改元為“大中祥符”。

## 改元
- 景德五年——正月六日，有詔改元大中祥符。[2][3][4]
- 大中祥符九年——十一月十五日，有詔明年改元天禧。[5][6][7]

## 紀年對照表
| 大中祥符 | 元年   | 二年   | 三年   | 四年   | 五年   | 六年   | 七年   | 八年   | 九年   |
| -------- | ------ | ------ | ------ | ------ | ------ | ------ | ------ | ------ | ------ |
| 公元     | 1008年 | 1009年 | 1010年 | 1011年 | 1012年 | 1013年 | 1014年 | 1015年 | 1016年 |
| 干支     | 戊申   | 己酉   | 庚戌   | 辛亥   | 壬子   | 癸丑   | 甲寅   | 乙卯   | 丙辰   |

## 大事記
- 大中祥符六年八月十三日——《冊府元龜》成书。
- 大中祥符八年四月壬申[8]——禁中大火，荣王赵元俨宫最先起火，自三鼓至翌日亭午仍止，延烧内藏左藏库、朝元门、崇文院、秘阁。宋真宗为此下罪己诏，令丁谓等负责修复。

## 出生
- 大中祥符元年——狄青，北宋军事人物
- 大中祥符元年——苏舜钦，北宋诗人
- 大中祥符二年——苏洵，北宋文学家
- 大中祥符四年——邵雍，北宋理学家
- 大中祥符五年——蔡襄，北宋大臣，书法家
- 大中祥符五年十二月十日——胡渊，北宋大臣

## 逝世
- 大中祥符四年——吕蒙正，北宋大臣

## 同期存在的其他政權之紀年
- 中國
  - 统和（983年－1012年）：契丹—辽圣宗耶律隆绪之年號
  - 開泰（1012年－1021年）：契丹—遼聖宗耶律隆绪之年號
  - 明應（1006年－1009年）：大理國—段素英之年號
  - 明启（1010年－1022年）：大理國—段素廉之年號
- 越南
  - 景瑞（1008年－1010年）：前黎朝—黎龍鋌之年號
  - 順天（1010年－1028年）：李朝—李公蘊之年號
- 日本
  - 寬弘（1004年－1013年）：一條天皇與三條天皇之年號
  - 長和（1013年－1017年）：三條天皇與後一條天皇之年号

## 參看
- 中国年号索引

## 延伸閱讀
- 李崇智. . 北京: 中華書局. 2004年12月. ISBN 7101025129.
- 鄧洪波. . 臺北: 國立臺灣大學東亞經典與文化研究計劃. 2005年3月  [2021-11-16]. ISBN 9789860005189. （原始内容 (PDF)存档于2007-08-25）.

| 前一年號： 景德 | 北宋年號 | 下一年號： 天禧 |